# TRL's Top 99 of 99
El Top 99 of 1999 es un listado de TRL de la señal estadounidense de MTV, emitido a finales de diciembre de 1999 para recontar los 99 videos más pedidos por el público estadounidense. Los Backstreet Boys encabezaron el listado con su éxito I Want It That Way, y artistas como Korn y Britney Spears se encontraron en posiciones privilegiadas. En la señal latinoamericana de MTV, este conteo fue transmitido como Top 99 del 99 el 31 de diciembre de 1999, cosa que algunos seguidores de este MTV lo denominarían como "Los 99 + Pedidos de 1999". El listado es el siguiente:

## Conteo
- 99. Beck - Sexx Laws
- 98. Master P - Kenny's Dead
- 97. Len - Steal My Sunshine
- 96. Powerman 5000 - Nobody's Real
- 95. Creed - Higher
- 94. Metallica - No Leaf Clover
- 93. Filter - Take a Picture
- 92. Jennifer Lopez, Big Pun & Fat Joe - Feelin' So Good
- 91. Dr. Dre & Snoop Dogg - Still D.R.E.
- 90. Ricky Martin - She's All I Ever Had
- 89. Kid Rock - Only God Knows Why
- 88. Smash Mouth - Then the Morning Comes
- 87. Britney Spears - From the Bottom of My Broken Heart
- 86. 98 Degrees - This Gift
- 85. Jay-Z - Hard Knock Life (Ghetto Anthem)
- 84. Red Hot Chili Peppers - Around the World
- 83. Lit - My Own Worst Enemy
- 82. No Doubt - New
- 81. Jordan Knight - I Could Never Take the Place of Your Man
- 80. Foo Fighters - Learn to Fly
- 79. Robbie Williams - Angels
- 78. Marc Anthony - I Need to Know
- 77. Nine Inch Nails - We're in This Together
- 76. Puff Daddy & R. Kelly - Satisfy You
- 75. Enrique Iglesias - Rhythm Divine
- 74. Brandy - U Don't Know Me (Like U Used To)
- 73. Geri Halliwell - Look at Me
- 72. 98 Degrees - Because of You
- 71. Beastie Boys - Body Movin' (Fatboy Slim Remix)
- 70. Silverchair - Ana's Song (Open Fire)
- 69. Fatboy Slim - Praise You
- 68. Lenny Kravitz - American Woman
- 67. Destiny's Child - Bug a Boo
- 66. Bush - The Chemicals Between Us
- 65. Ricky Martin - Shake Your Bon-Bon
- 64. Mandy Moore - Candy
- 63. Red Hot Chili Peppers - Scar Tissue
- 62. Ja Rule, Busta Rhymes & Memphis Bleek - Holla Holla
- 61. Mariah Carey, Joe & 98 Degrees - Thank God I Found You
- 60. 311 - Come Original
- 59. Eminem - Role Model
- 58. Marilyn Manson - Rock is Dead
- 57. Jennifer Lopez - Waiting for Tonight
- 56. Rage Against the Machine - Guerrilla Radio
- 55. Sugar Ray - Someday
- 54. London Symphony Orchestra - Duel of the Fates
- 53. Lyte Funky Ones - Summer Girls
- 52. Lenny Kravitz - Fly Away
- 51. Spice Girls - Goodbye
- 50. Santana & Rob Thomas - Smooth
- 49. Christina Aguilera - What a Girl Wants
- 48. Tom Green - Lonely Swedish (The Bum Bum Song)
- 47. Will Smith & K-Ci - Will 2K
- 46. Orgy - Stitches
- 45. Limp Bizkit, Method Man & DJ Premiere - N 2 Gether Now
- 44. Joey McIntyre - Stay the Same
- 43. Chris Rock - No Sex (In the Champagne Room)
- 42. Korn - Falling Away from Me
- 41. Busta Rhymes & Janet Jackson - What's It Gonna Be?!
- 40. TLC - Unpretty
- 39. Eminem & Dr. Dre - Guilty Conscience
- 38. 'N Sync & Gloria Estefan - Music of My Heart
- 37. Madonna - Beautiful Stranger
- 36. Limp Bizkit - Re-Arranged
- 35. Smash Mouth - All Star
- 34. Backstreet Boys - All I Have to Give
- 33. 702 - Where My Girls At?
- 32. Will Smith, Dru Hill & Kool Moe Dee - Wild Wild West
- 31. Juvenile - Back That Thang Up
- 30. Mariah Carey & Jay-Z - Heartbreaker
- 29. Korn - Got the Life
- 28. Blink-182 - What's My Age Again?
- 27. Britney Spears - (You Drive Me) Crazy (The Stop Remix!)
- 26. The Offspring - Why Don't You Get A Job?
- 25. Joey McIntyre - I Love You Came Too Late
- 24. Monica - Angel of Mine
- 23. Limp Bizkit - Faith
- 22. Lou Bega - Mambo No. 5
- 21. 2Pac & Talent - Changes
- 20. 'N Sync - God Must Have Spent a Little More Time on You
- 19. Kid Rock - Cowboy
- 18. Orgy - Blue Monday
- 17. Jordan Knight - Give It to You
- 16. 98 Degrees - I Do (Cherish You)
- 15. Britney Spears - Sometimes
- 14. Blink-182 - All the Small Things
- 13. Jennifer Lopez - If You Had My Love
- 12. Backstreet Boys - Larger Than Life
- 11. TLC - No Scrubs
- 10. Christina Aguilera - Genie in a Bottle
- 09. Kid Rock - Bawitdaba
- 08. Ricky Martin - Livin' la Vida Loca
- 07. Limp Bizkit - Nookie
- 06. 98 Degrees - The Hardest Thing
- 05. Eminem - My Name Is
- 04. 'N Sync - I Drive Myself Crazy
- 03. Britney Spears - ...Baby one more time
- 02. Korn - Freak on a Leash
- 01. Backstreet Boys - I Want It That Way